# سلاح الجو اثنين

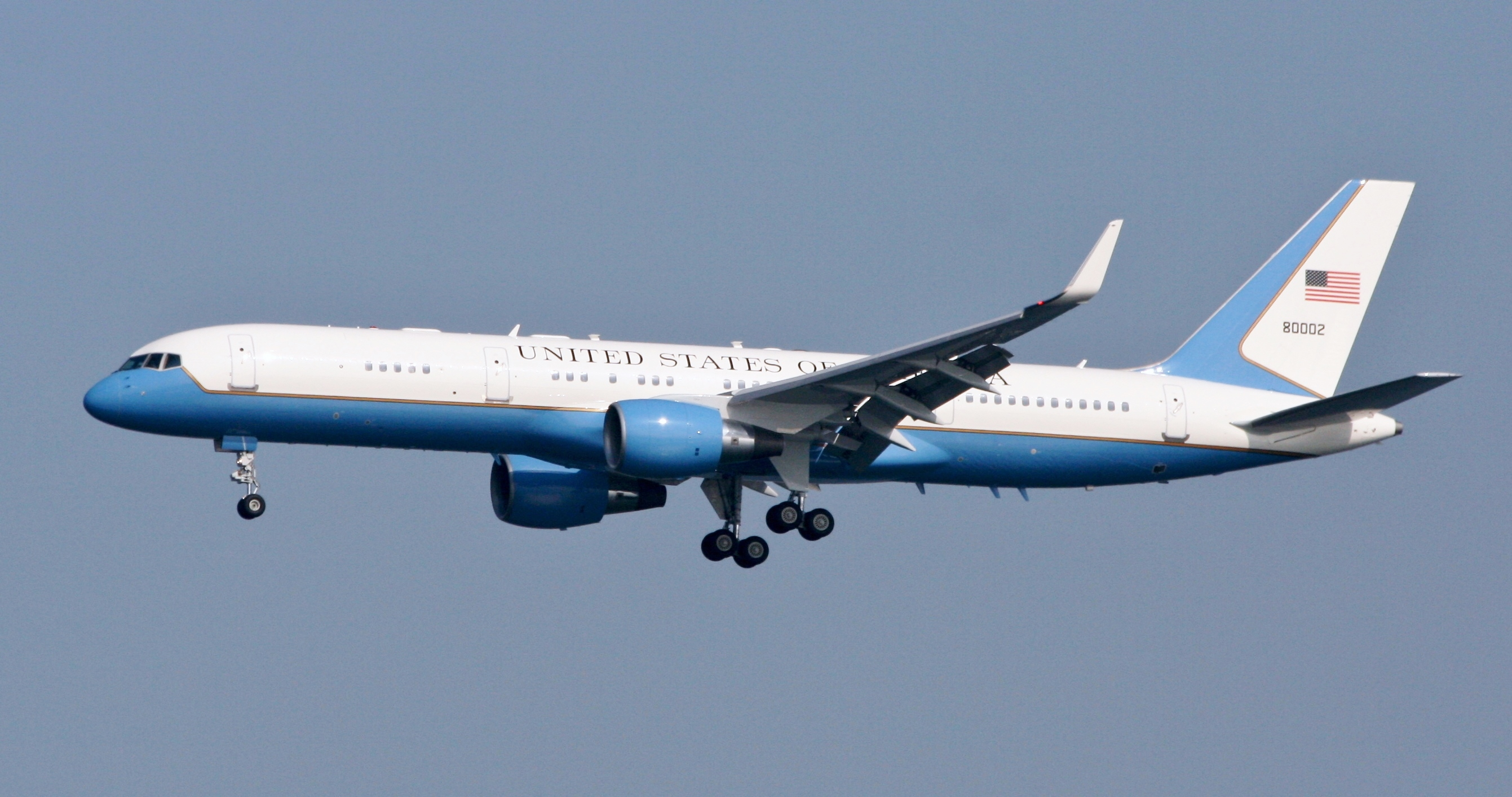
طائرة بوينج C-32 وهي نوع من طراز 757، وسيلة النقل المعتادة لنائب رئيس الولايات المتحدة

سلاح الجو اثنين (بالإنجليزية: Air Force Two)‏ هو مسمى ورمز النداء المستخدم من قبل المراقبة الجوية للطائرة التي تقل نائب الرئيس الأمريكي. إن طائرة الرئاسة الثانية تابعة للقوات الجوية الأمريكية تحمل نائب الرئيس الأمريكي وليس الرئيس. غالبًا ما يرتبط هذا المصطلح بطائرة بوينج C-32 وهي طائرة بوينج 757 معدلة يتم استخدامها بشكل شائع كنقل نائب الرئيس. وقد عملت في هذا الدور أيضًا طائرات أخرى تابعة للجناح الجوي رقم 89 مثل بوينغ سي-40 كليبر وغلف ستريم الثالثة وغلف ستريم الخامسة وغلف ستريم جي 550. ويعد طراز بوينغ في سي-25 الأكثر استخداما لطائرة الرئيس سلاح الجو واحد وتم استخدامها من قبل لطائرة نائب الرئيس.